# ダブル・ジョパディー
『ダブル・ジョパディー』（原題：Double Jeopardy）は、1999年制作のアメリカ合衆国・カナダ合作のサスペンス映画。ブルース・ベレスフォード監督。アシュレイ・ジャッド、トミー・リー・ジョーンズ出演。
タイトルの意味は「二重処罰」で、アメリカ合衆国憲法修正第5条に定められた“二重処罰の禁止”（同一の犯罪で二度有罪にはならない）をモチーフにしている。

## あらすじ
リビーは夫ニックと幼い息子マティとの三人で幸せに暮らす普通の主婦だった。ある日、友人のヨットに試乗していて目覚めると、辺りは血だらけで、ニックは行方不明。血の付いたナイフを拾い上げたところへ警察の船が来て、リビーは夫殺しという身に覚えのない罪で逮捕され、有罪となってしまう。
リビーは友人のアンジーにマティを預けて刑務所に収監されるが、服役中にアンジーもマティも音信不通になってしまう。
刑務所仲間の協力を得て2人を探し出したリビーは、驚くべき真相を知る。実はニックは生きており、以前からアンジーと不倫の仲だったため、自身に巨額の保険をかけてリビーを罠にはめたうえで、アンジーとマティと一緒にのうのうと暮らしていたのだ。
リビーは刑務所仲間からアメリカ合衆国憲法修正第5条に定められた“二重処罰の禁止”の事を聞く。一度夫殺しの刑を受けたのだから、もう一度夫を殺しても罪には問われない。リビーはニックへの復讐を決意する。
6年後、仮出所したリビーは保護観察官レーマンの監視下に置かれながらも、復讐を決行しようとする。

## 登場人物
トラヴィス・レーマン
演 - トミー・リー・ジョーンズ
保護観察官。元は法律学教授。飲酒運転を起こした過去がある。
リビー・パーソンズ
演 - アシュレイ・ジャッド
普通に暮らしていた主婦。しかし、冤罪により逮捕されてしまう。船好きでセーリングに憧れている。真相を解明するために愚直に頑張り、ナンパしてきた男を自分のトラウマでもある冤罪の話を、あたかも本当のように語り、怖がらせて追い払うなど逞しい性格。
ニック・パーソンズ
演 - ブルース・グリーンウッド
リビーの夫。実業家。歴代の画家に詳しい。実は多大な借金をしており、利益のためにリビーをはめる。
アンジー
演 - アナベス・ギッシュ
リビーの友人。教師。実はニックと不倫している。
マティ・パーソンズ
演 - スペンサー・トリート・クラーク、 ベンジャミン・ウィアー（4歳）
リビーとニックの息子。
カッター
演 - マイケル・ガストン
警察官。行方不明になったニックの捜索を担当した。
ボビー
演 - ジェイ・ブラゾー
パーソンズ家の顧問弁護士。
マーガレット
演 - ローマ・マフィア
リビーと同じ刑務所に収監されている女性。元弁護士。
イヴリン
演 - ダヴェニア・マクファーデン
マーガレットと仲が良く、リビーとも親しくなる。
マンゴールド
演 - デイヴ・ハガー
警部。

## キャスト
| 役名                       | 俳優                           | 日本語吹替                                                                       | 日本語吹替 |
| 役名                       | 俳優                           | ソフト版                                                                         | テレビ朝日版 |
| -------------------------- | ------------------------------ | -------------------------------------------------------------------------------- | --- |
| トラヴィス・レーマン       | トミー・リー・ジョーンズ       | 池田勝                                                                           | 菅生隆之 |
| リビー・パーソンズ         | アシュレイ・ジャッド           | 山像かおり                                                                       | 深見梨加 |
| ニック・パーソンズ         | ブルース・グリーンウッド       | 大塚芳忠                                                                         | 江原正士 |
| アンジー                   | アナベス・ギッシュ             | 佐藤しのぶ                                                                       | 金野恵子 |
| マーガレット               | ローマ・マフィア               | 藤生聖子                                                                         | 藤生聖子 |
| イヴリン                   | ダヴェニア・マクファーデン     | 喜田あゆ美                                                                       | |
| マティ・パーソンズ（4歳）  | ベンジャミン・ウィアー         | 瀧本富士子                                                                       | 近藤玲子 |
| マティ・パーソンズ（11歳） | スペンサー・トリート・クラーク | 瀧本富士子                                                                       | 近藤玲子 |
| ボビー                     | ジェイ・ブラゾー               | 長島雄一                                                                         | |
| カッター                   | マイケル・ガストン             | 青山穣                                                                           | |
| カール                     | ベン・ボード                   | 古田信幸                                                                         | |
| マンゴールド               | デイヴ・ハガー                 | 辻親八                                                                           | |
| その他                     | N/A                            | 寺内よりえ 片岡富枝 宮寺智子 中博史 小形満 種田文子 鈴木紀子 川中子雅人 斎藤恵理 | 益富信孝 平野稔 野村須磨子 秋元羊介 富本牧子 坂口進也 島美弥子 小川隆市 大黒和広 横尾博之 滝知史 松下亜紀 花嶋千代 板倉史 児玉のぞみ 新井里美 |
| 日本語版スタッフ           |                                |                                                                                  | |
| 演出                       | 演出                           | 伊達康将                                                                         | 松川陸 |
| 翻訳                       | 翻訳                           | 小寺陽子                                                                         | 小寺陽子 |
| 調整                       | 調整                           | オムニバス・ジャパン                                                             | 山田太平 |
| 効果                       | 効果                           |                                                                                  | リレーション |
| プロデューサー             | プロデューサー                 |                                                                                  | 福吉健 |
| 制作                       | 制作                           | 東北新社                                                                         | ムービー テレビジョン |
| 初回放送                   | 初回放送                       | N/A                                                                              | 2003年6月1日 『日曜洋画劇場』 |